# Ballana viriosa
Ballana viriosa är en insektsart som beskrevs av Ball 1910. Ballana viriosa ingår i släktet Ballana och familjen dvärgstritar. Inga underarter finns listade i Catalogue of Life.